# Thomas Gottschalk
Thomas Gottschalk (Bamberg, 1950. május 18. –) német televíziós és rádiós műsorvezető, show-mester és színész.

## Életút
Thomas Gottschalk egy ügyvéd fiaként született 1950-ben. 1971-ben Kulmbachban érettségizett. Emellett DJ-ként dolgozott egy helyi szórakozóhelyen. Ezt követően Német nyelv és irodalom, valamint Történelem szakon tanult tovább a Müncheni Egyetemen.
1971-től az egyetem mellett dolgozni kezdett a Bayerischer Rundfunk nevű rádióadónak, ahol 1976-tól fix állást kapott. 1980 és 1985 között a Radio Luxemburgnál dolgozott, majd ezt követően visszatért a Bayerischer Rundfunkhoz, ahol többek között későbbi műsorvezető-társával, Günther Jauch-hal vezetett show-műsort.
A televízióban 1976-ban mutatkozott be a Szene című zenei klipműsorral. 1982 és 1987 között nagy sikerrel vezette a Na sowas című műsort a ZDF országos közszolgálati csatornán és ezzel megalapozta széles körű ismertségét. Leginkább laza műsorvezetői stílusával és – akkori szemmel – laza ruhaviseletével tűnt ki (farmernadrág és póló, ing, nadrág és nadrágtartó).
1989-ben ő közvetítette az ARD csatorna számára a Lausanne-ban megrendezett Eurovíziós Dalfesztivál-t.
1982-től kezdődően több mozifilmben szerepelt, többek között Mike Krüger német színész oldalán számos vígjátékban.
1987. szeptember 26-án vette át Frank Elstnertől a Wetten dass…? (Fogadjunk, hogy...?) című show-műsor vezetését, amelyet egy rövid kihagyástól eltekintve (1992. szeptember 26. – 1993. november 27.) folyamatosan vezetett 2011. december 3-áig, 151 részen keresztül. Gottschalkot a kezdetektől fogva merész ruhakölteményei és laza, olykor pimasznak titulált műsorvezetői stílusa jellemezte a show-ban. Utódja Markus Lanz lett. A műsor nézettségét tekintve Németország és Európa egyik legsikeresebb műsorának és az egyik utolsó megmaradt, klasszikus szombat esti szórakoztató műsornak számít.
1990 és 1999 között többször feltűnt a német kereskedelmi csatornákon is különböző műsorokban. 1992 és 1995 között az RTL csatornán vezette a Gottschalk Late Night című műsort, amely akkoriban nem számított túlságosan sikeresnek, ám amellyel mégis megnyitotta az utat a hasonló német show-műsorok és olyan, azóta sikert sikerre halmozó műsorvezetők előtt, mint Stefan Raab vagy Harald Schmidt. Utóbbi egyszer azt nyilatkozta Gottschalkról, hogy "ő találta fel a pimaszságot a televízióban".
A kilencvenes évek elején feleségével és két gyermekével elköltözött Kaliforniába, amely máig második otthonának számít.
Gottschalk közkedvelt reklámszereplőnek is számít. Pályafutása során többek között a McDonald’s, a Haribo és a Deutsche Post AG reklámarca volt. 
2020-ban ő volt a Virtuózok komolyzenei tehetségkutató egyik műsorvezetője.

## Filmszerepei
- 1982: Piratensender Powerplay
- 1982: Monaco Franze
- 1983: Die Supernasen
- 1984: Zwei Nasen tanken Super
- 1984: Mama Mia – Nur keine Panik
- 1985: Die Einsteiger
- 1985: Big Mäc
- 1987: Tökkelütött trió (Zärtliche Chaoten)
- 1988: Tökkelütött trió 2. (Zärtliche Chaoten II)
- 1990: Highway Chaoten
- 1990: Eine Frau namens Harry
- 1991: Kicsi kocsi Hollywoodban (Driving Me Crazy / Trabbi goes to Hollywood)
- 1992: Modern muskétások (Ring of the Musketeers)
- 1993: Apáca show 2. – Újra virul a fityula (Sister Act 2: Back in the Habit)
- 1998: Reggeli Einsteinnel! (Frühstück mit Einstein / Breakfast with Einstein)
- 1999: Late Show
- 2008: 1 és 1/2 lovag – Az elbűvölő Herzelinde hercegnő nyomában (1 1/2 Ritter – Auf der Suche nach der hinreißenden Herzelinde)
- 2009: Álomhajó (Das Traumschiff), tévésorozat
- 2011: A gondozoo (Zookeeper)
- 2020: Die Rückkehr des Königs, tévésorozat